# Andrij Srjubko
Andrij Wassyljowytsch Srjubko (ukrainisch Андрій Васильович Срюбко, russisch Андрей Васильевич Срюбко/Andrei Wassiljewitsch Srjubko; * 21. Oktober 1975 in Kiew, Ukrainische SSR) ist ein ehemaliger ukrainischer Eishockeyspieler, der über viele Jahre in den nordamerikanischen Minor Leagues und der russischen Superliga aktiv war. Seit 2016 ist er Assistenztrainer des HK Donbass Donezk in der ukrainischen Eishockeyliga.

## Karriere

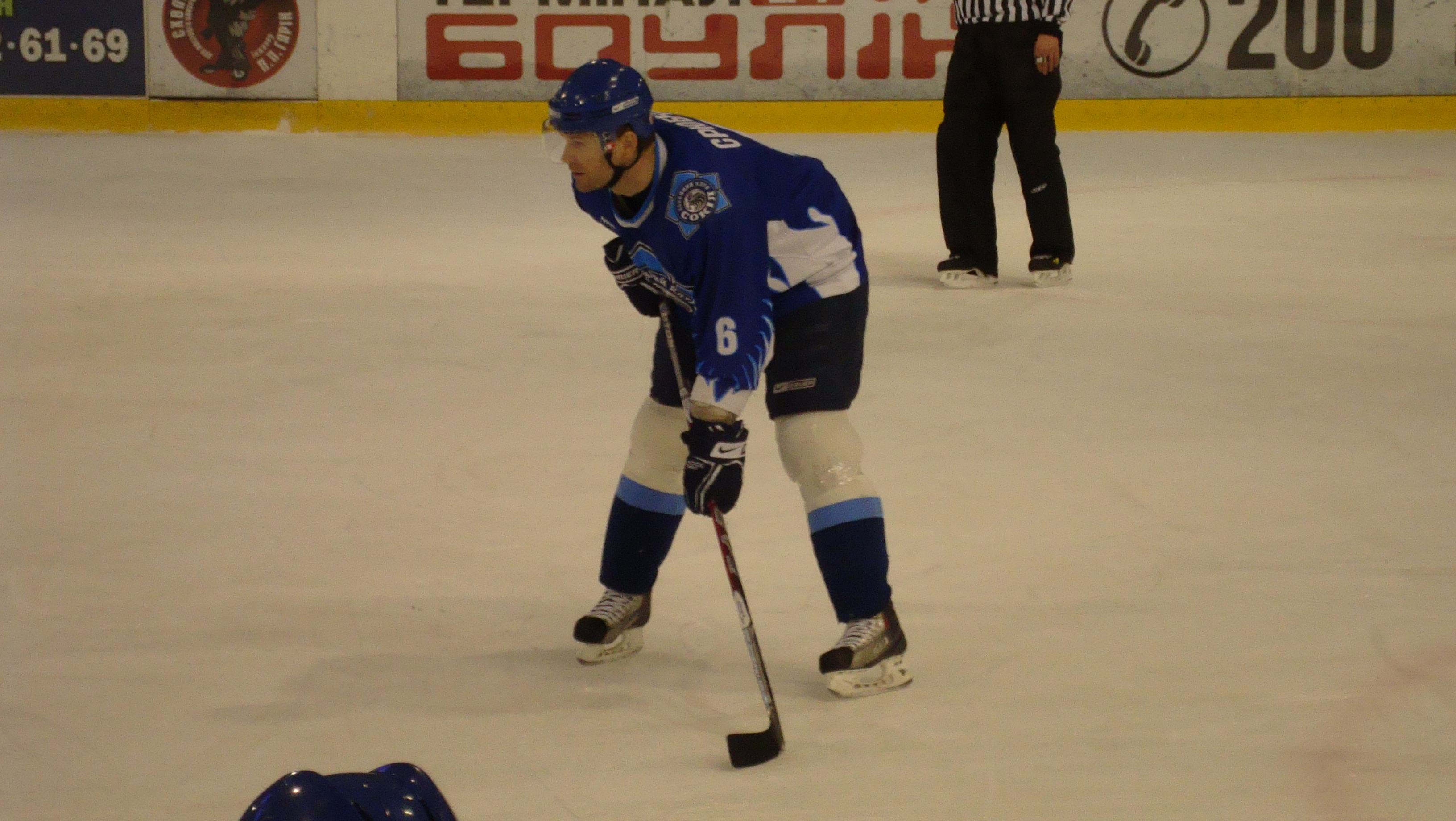
Srjubko im Trikot des HK Sokol Kiew

Andrij Srjubko begann seine Karriere als Eishockeyspieler in seiner Heimatstadt in der Nachwuchsabteilung des HK Sokol Kiew, für dessen Profimannschaft er in der Saison 1993/94 sein Debüt in der russischen Superliga gab. Anschließend ging der Verteidiger nach Nordamerika, wo er eine Spielzeit lang für die Kamloops Blazers, die ihn beim CHL Import Draft 1994 in der 1. Runde als 39. Spieler gezogen hatten, in der kanadischen Juniorenliga Western Hockey League aktiv war. Von 1996 bis 2002 stand der Ukrainer bei mehreren unterklassigen nordamerikanischen Profiteams unter Vertrag. In der International Hockey League spielte er für Las Vegas Thunder, Fort Wayne Komets, Utah Grizzlies und Grand Rapids Griffins, in der United Hockey League für die Port Huron Border Cats und in der American Hockey League für Syracuse Crunch.
Von 2002 bis 2004 war Srjubko für Molot-Prikamje Perm und Amur Chabarowsk in der russischen Superliga aktiv. Parallel absolvierte er insgesamt 21 Spiele für seinen ukrainischen Ex-Club HK Sokol Kiew in der länderübergreifenden East European Hockey League. Mit dem HK MWD Twer aus der Wysschaja Liga, der zweiten russischen Spielklasse, erreichte der Rechtsschütze in der Saison 2004/05 als Zweitligameister den Aufstieg in die Superliga. Die folgende Spielzeit beendete er jedoch erneut in Kiew, diesmal in der belarussischen Extraliga. Von 2006 bis 2009 stand der Nationalspieler erneut in der Wysschaja Liga auf dem Eis, in der er für Torpedo Nischni Nowgorod, den HK Dmitrow und den HK Sokol Kiew antrat. 2009 gewann er mit Sokol die ukrainische Meisterschaft. In der Saison 2009/10 spielte er mit Sokol Kiew in der belarussischen Extraliga. Für die Saison 2010/11 unterschrieb er zunächst einen Vertrag beim neu gegründeten HK Budiwelnik Kiew aus der Kontinentalen Hockey-Liga. Nachdem dieser aufgrund von Verzögerungen bei der Stadionrenovierung den Spielbetrieb in der KHL nicht aufnehmen konnte, blieb er bei Sokol Kiew in der Extraliga.
Zur Saison 2011/12 kehrte Srjubko zu seinem Ex-Verein Molot-Prikamje Perm in die ein Jahr zuvor neu gegründete zweite russische Spielklasse, die Wysschaja Hockey-Liga, zurück. Nach der Saison 2012/13, die er beim HK Kuban Krasnodar verbrachte, beendete er seine Karriere.

### International
Für die Ukraine nahm Srjubko im Juniorenbereich an der Junioren-B-Weltmeisterschaft 1994. Für die Senioren lief er bei den Weltmeisterschaften der Division I 2008, 2009, 2010 und 2011 sowie den Weltmeisterschaften der Top-Division 2001, 2003, 2004, 2005, 2006 und 2007 auf. Des Weiteren stand er im Aufgebot seines Landes bei den Olympischen Winterspielen 2002 in Salt Lake City und bei der Qualifikation zu den Olympischen Winterspielen 2010 in Vancouver.

### Trainerkarriere
Nach Ende seiner aktiven Laufbahn stieg Srjubko in das Trainergeschäft ein. Zunächst war er 2013/14 Assistenztrainer des MHK Dmitrow in der Molodjoschnaja Chokkeinaja Liga B. 2014 war er Assistenztrainer bei der ukrainischen U20-Nationalmannschaft und General Manager der Herren-Nationalmannschaft. Seit 2016 ist er ebenfalls als Assistenztrainer beim HK Donbass Donezk in der ukrainischen Eishockeyliga tätig. Bei der U20-Weltmeisterschaft 2018 war er Cheftrainer der ukrainischen Junioren in der B-Gruppe der Division I.

## Erfolge und Auszeichnungen
- 2005 Meister der Wysschaja Liga und Aufstieg in die Superliga mit dem HK MWD Twer
- 2009 Ukrainischer Meister mit dem HK Sokol Kiew.

## AHL-Statistik
(Stand: Ende der Saison 2010/11)